# Bäderbahn Molli
La Bäderbahn Molli (letteralmente: «ferrovia balneare Molli») è una linea ferroviaria tedesca a scartamento ridotto che collega la città di Bad Doberan alla costa del mar Baltico.
La linea, che ha traffico prevalentemente turistico, ha la particolarità di essere esercita a vapore e di percorrere un tratto in sede stradale, come una tranvia, attraverso il centro di Bad Doberan.

## Caratteristiche

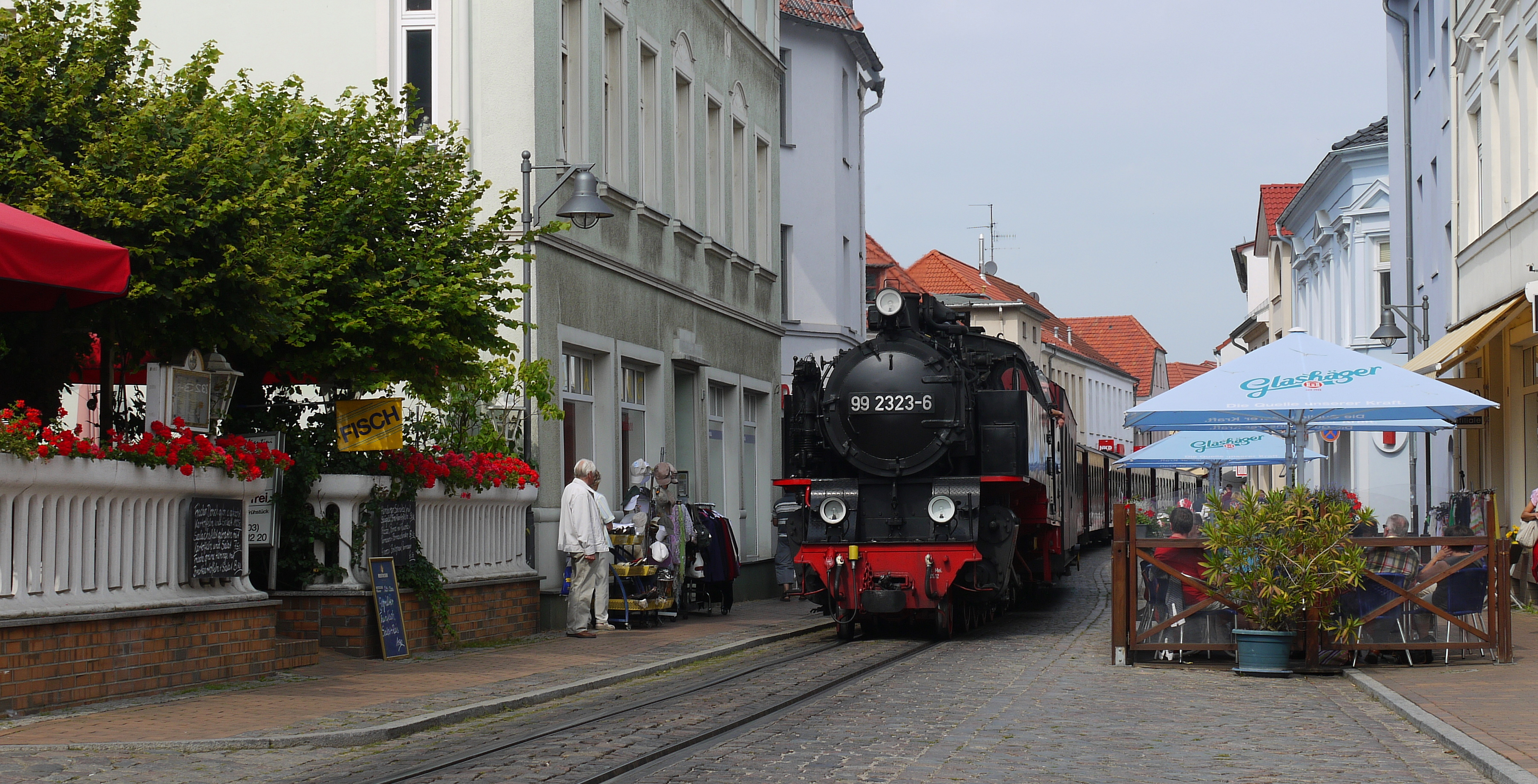
«Molli» percorre le strade di Bad Doberan

### Percorso
| Straight track |

| Station on track |

| Unknown route-map component "ABZgl" |

| Stop on track |

| Stop on track |

| Station on track |

| Station on track |

| Stop on track |

| Station on track |

| Stop on track |

| End station |